# Nová Lhota (okres Hodonín)
Nová Lhota je obec v okrese Hodonín v Jihomoravském kraji. Leží v CHKO Bílé Karpaty, devatenáct kilometrů jihovýchodně od Veselí nad Moravou. Je to nejvýše položená obec Jihomoravského kraje (484 metrů) a současně nejvýchodněji položená obec. Žije zde 628 obyvatel. Součástí Nové Lhoty je malá rekreační osada Vápenky.

## Historie
První písemná zmínka o vesnici pochází z roku 1609, kdy byla založena pro Novou Lhotu sirotčí a pozemková kniha. V listině Jana Fridricha z Žerotína z roku 1610 je ale zmiňovaná ještě starší, nedochovaná, listina Jana Jetřicha z Žerotína. Tato listina se týkala nejspíše založení Nové Lhoty. Wolný proto datoval založení Nové Lhoty přibližně do let 1598/1599. Romantické představy o tom, že ves byla založena dřevorubci, byly jednoznačně odmítnuty nejnovějším bádáním. Vesnice vznikla jako produkt kolonizace organizované pány z Žerotína. Noví osadníci dostali lhůtu, po kterou byli osvobozeni od povinností vrchnosti, proto dostala vesnice jméno Lhota.  V roce 1751 byl v obci sepsán Raškův kancionál.
Vápenky byly založeny v 18. století jako dělnická  v místě těžby vápence pro sklárnu v nedaleké Květné. Od roku 1972 je vesnice součástí Nové Lhoty. V osadě se dochovala zajímavá kolonie dělnických domků. Kolonie je chráněná jako vesnická památková zóna. Název osady je odvozen podle vápence, který se tu v minulosti těžil.
V roce 2016 byl vytvořen obecní znak podle pečeti z roku 1619.

## Obyvatelstvo
| Rok            | 1869  | 1880  | 1890  | 1900  | 1910  | 1921  | 1930  | 1950  | 1961  | 1970  | 1980  | 1991 | 2001 | 2011 | 2021 |
| -------------- | ----- | ----- | ----- | ----- | ----- | ----- | ----- | ----- | ----- | ----- | ----- | ---- | ---- | ---- | ---- |
| Počet obyvatel | 1 215 | 1 202 | 1 229 | 1 329 | 1 362 | 1 342 | 1 517 | 1 235 | 1 468 | 1 266 | 1 109 | 932  | 789  | 665  | 611  |
| Počet domů     | 221   | 240   | 252   | 247   | 269   | 265   | 306   | 330   | 325   | 290   | 278   | 344  | 337  | 338  | 328  |

## Obecní správa

### Části obce
- Nová Lhota
- Vápenky

### Obecní symboly
Znak a vlajka byly obci uděleny rozhodnutím předsedy Poslanecké sněmovny Parlamentu České republiky dne 8. listopadu 2016.

## Pamětihodnosti
- Barokní kostel svatého Kostel svatého Matouše z 18. století.
- Lidové domky ve Vápenkách postavené ve stylu lidové vesnické architektury 19. století, tyto domy jsou památkově chráněné.
- Hradisko u Nové Lhoty
- Kaple vnitřního ticha tvořená stromy

## Fotogalerie

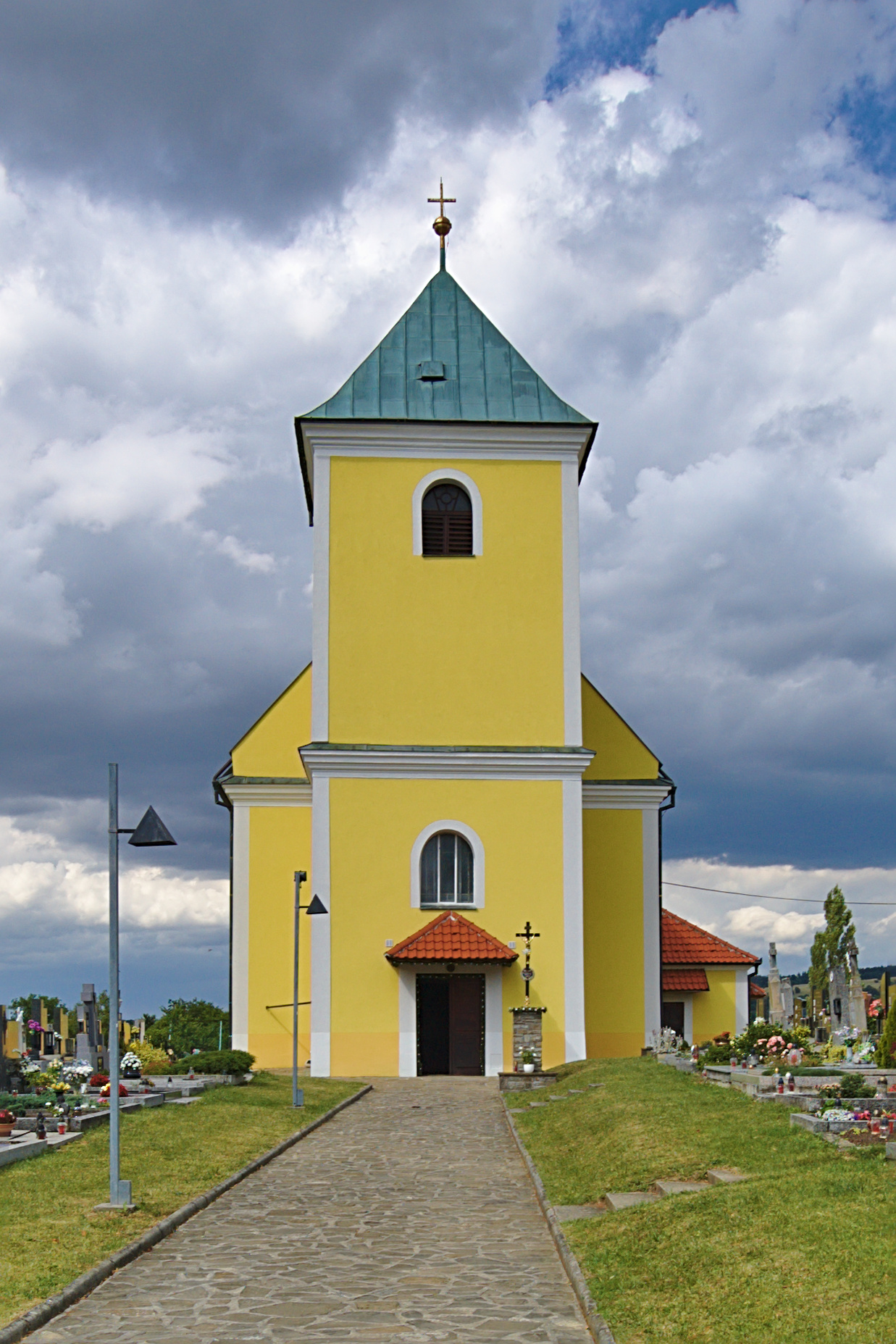
Kostel svatého Matouše
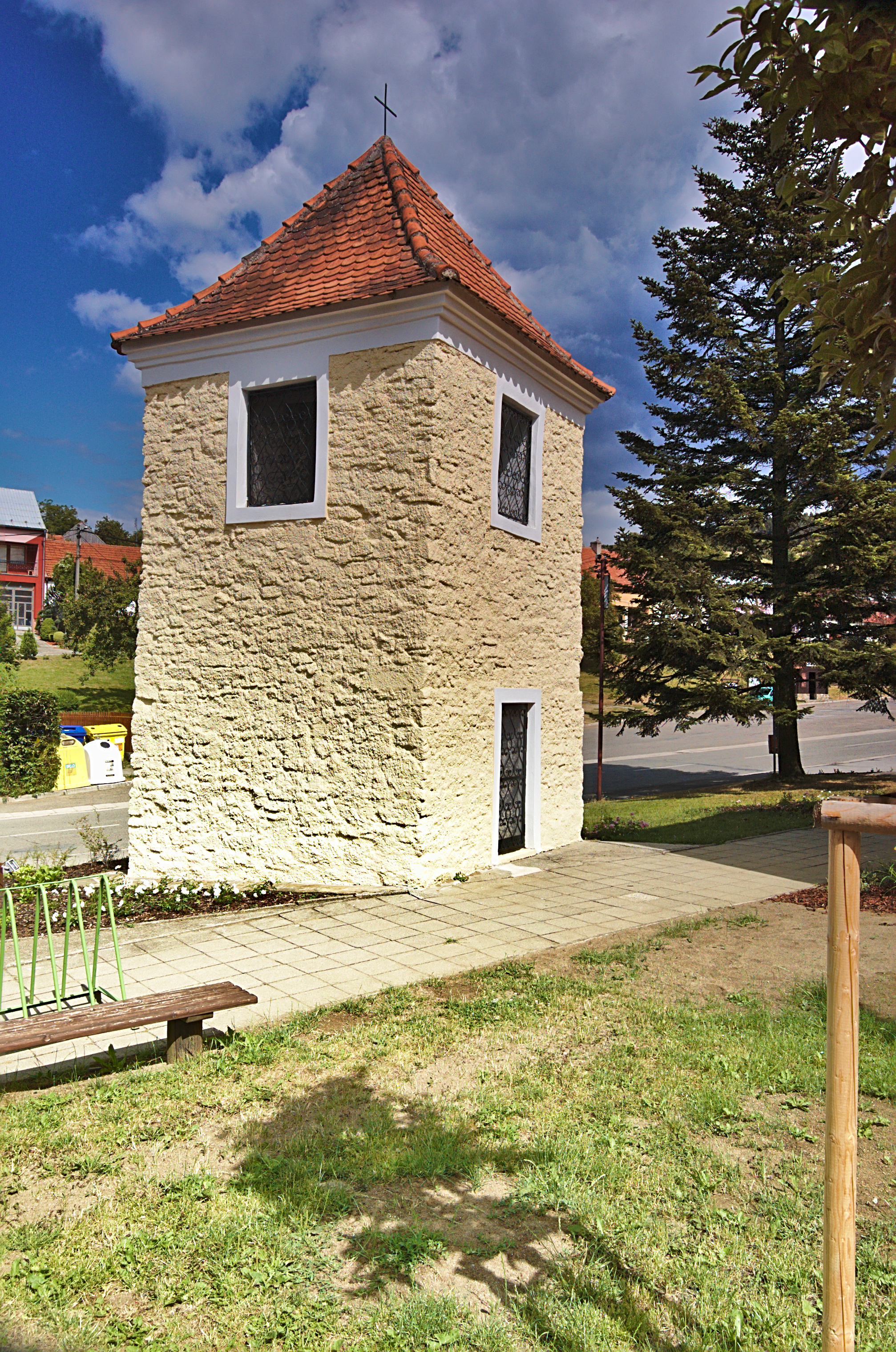
Zvonice na návsi
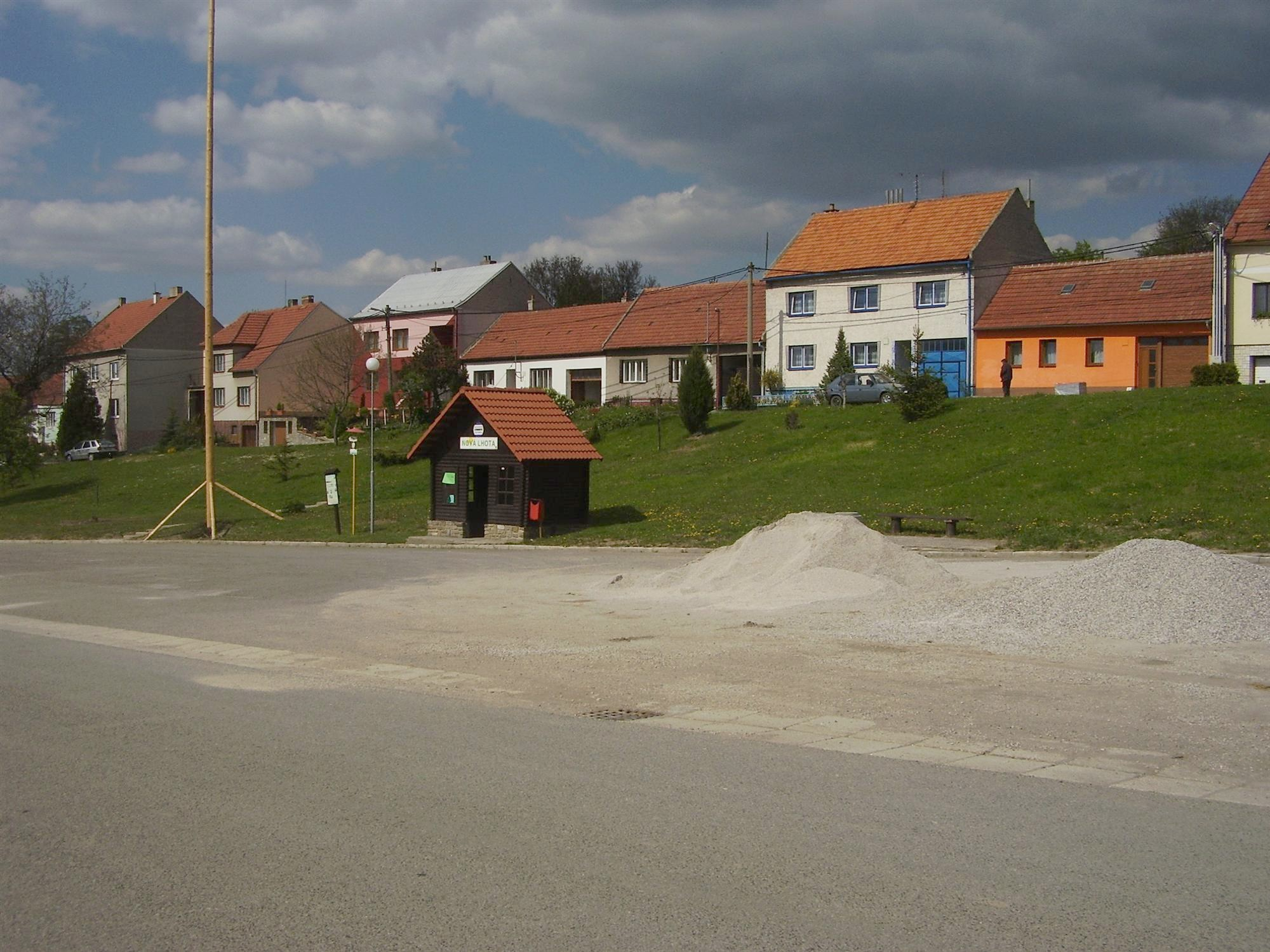
Náves
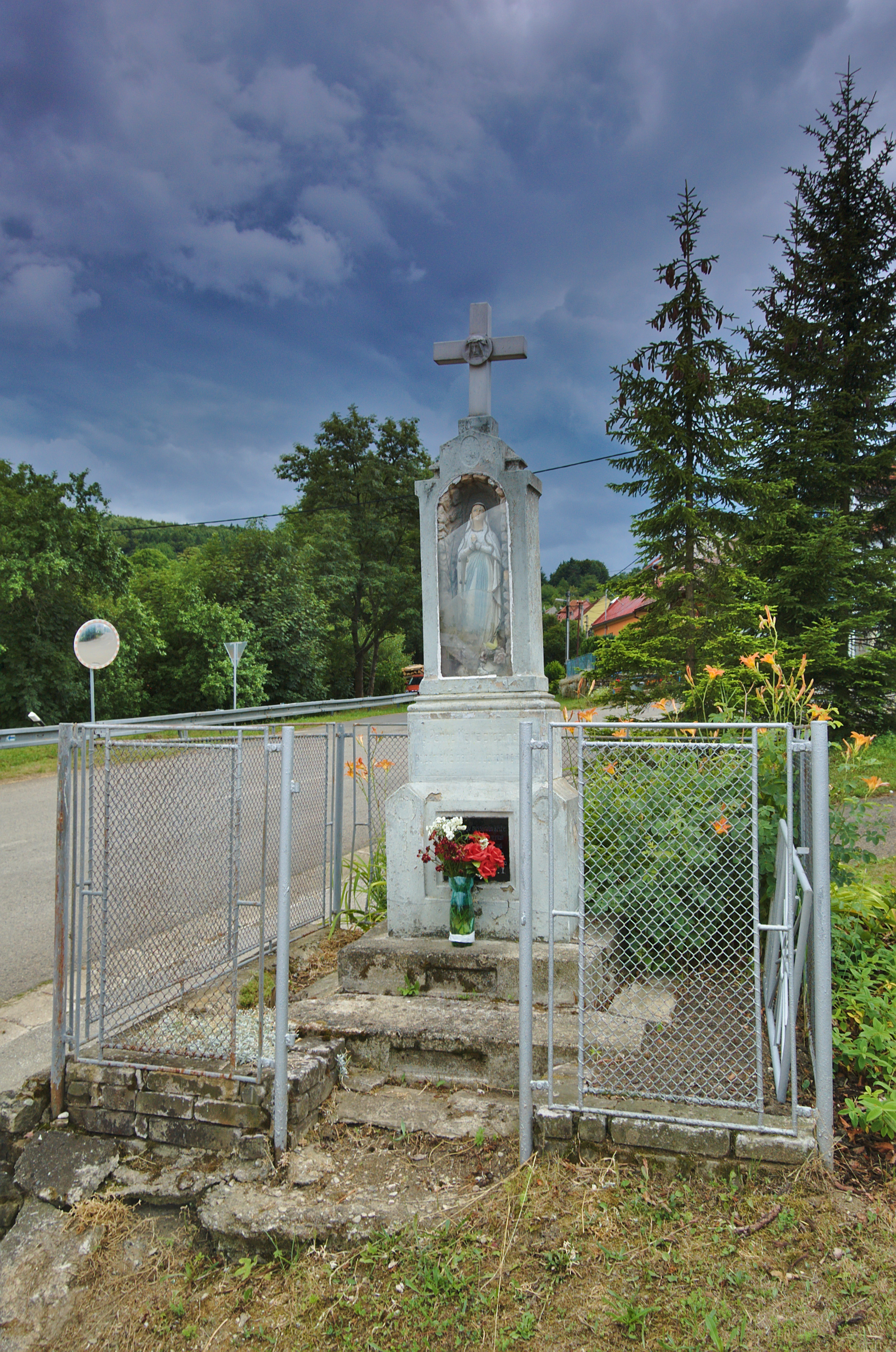
Kříž se sochou Panny Marie v jižní části obce
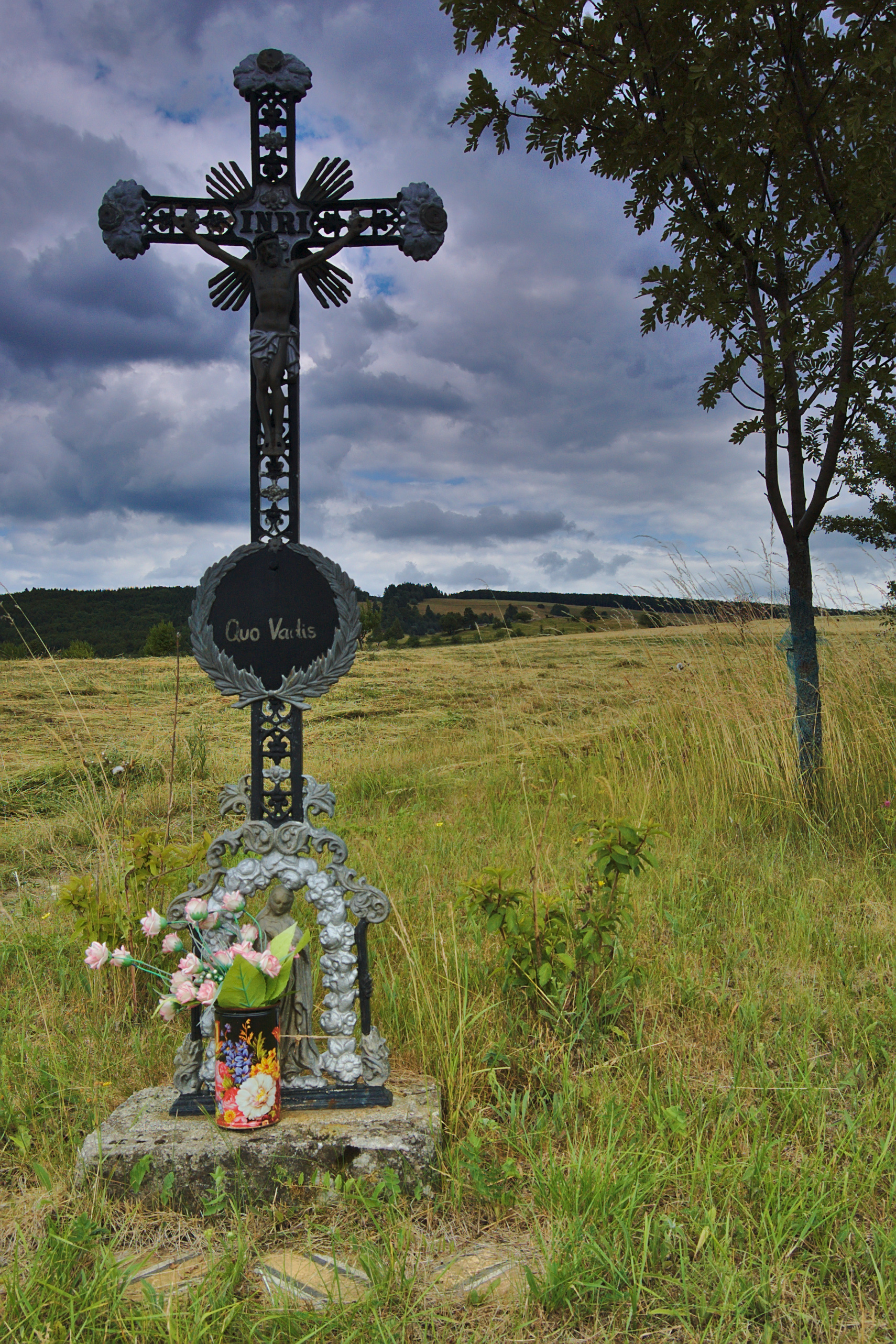
Kříž u modré turistické trasy na Hradisko západně od obce
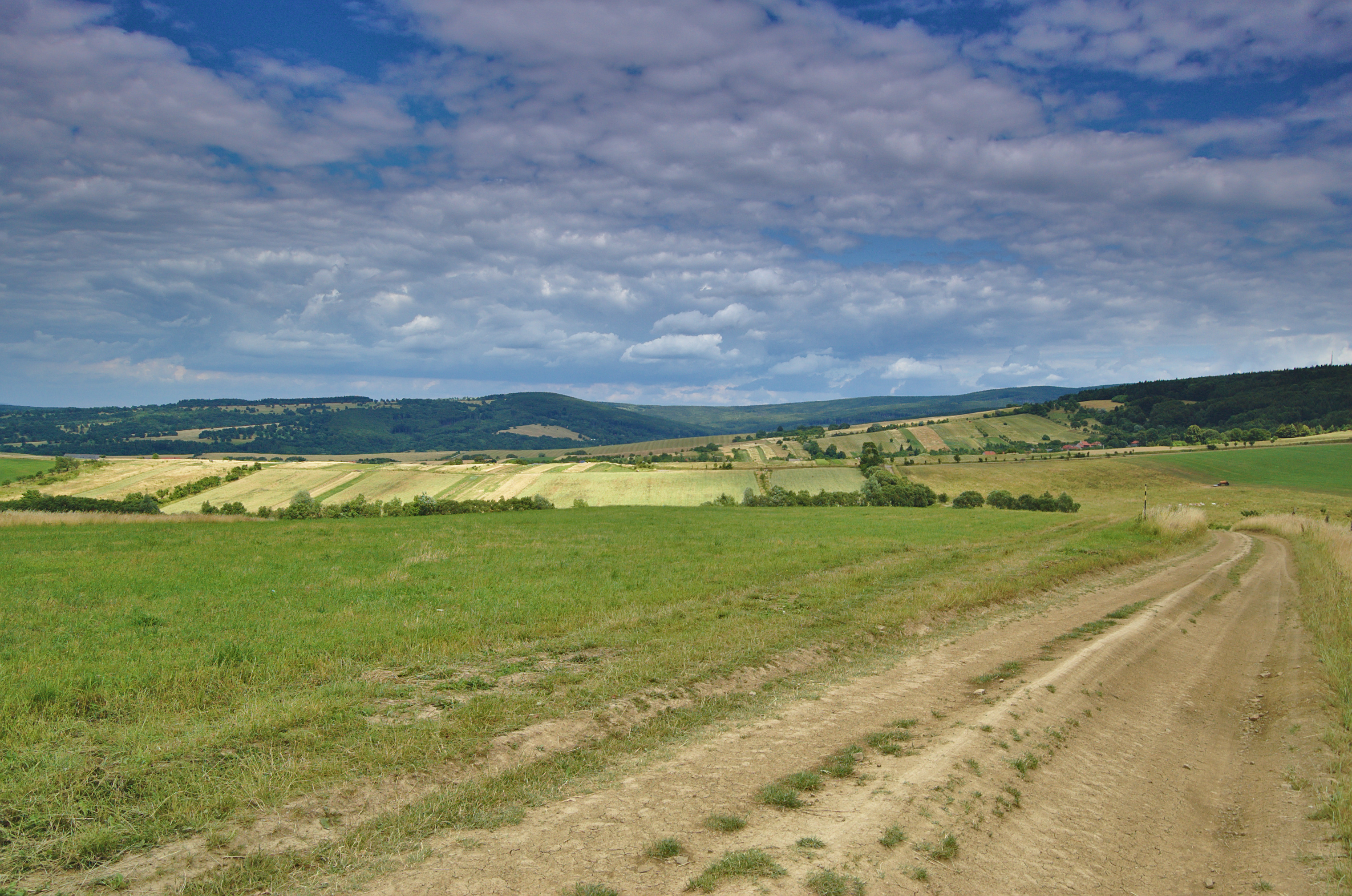
Pohled na Novou Lhotu od západu
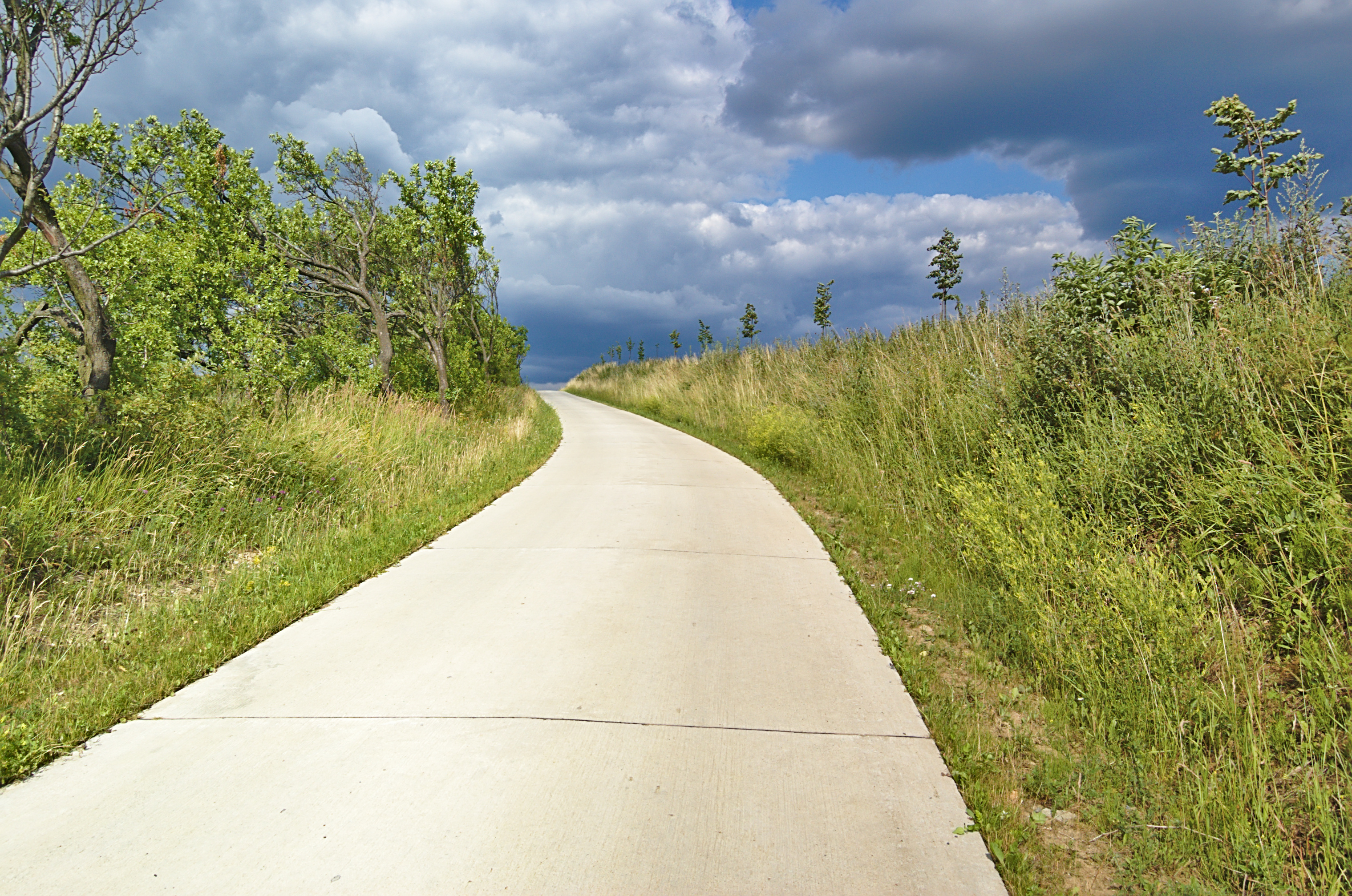
Cyklostezka Nová Lhota – Vápenky